# Snowfall (häst)
Snowfall, född 9 februari 2018, död 11 januari 2022, var ett engelskt fullblod, mest känd för att ha segrat i Epsom Oaks (2021), Irish Oaks (2021) och Yorkshire Oaks (2021) som treåring.

## Bakgrund
Snowfall var ett brunt sto efter Deep Impact och under Best In The World (efter Galileo). Hon föddes upp av Roncon, Chelston Ire & Wynatt och ägdes av Derrick Smith & Mrs John Magnier & Michael Tabor. Hon tränades under tävlingskarriären av Aidan O'Brien.
Snowfall tävlade mellan 2020 och 2021, och sprang in totalt 885 696 pund på 14 starter, varav 5 segrar, 1 andraplats och 2 tredjeplatser. Hon tog karriärens största segrar i Musidora Stakes (2021), Epsom Oaks (2021), Irish Oaks (2021) och Yorkshire Oaks (2021).

## Karriär
Snowfall visade lovande form som tvååring 2020, men tog bara en seger på sju starter. Som treåring förbättrades hon markant, och segrade i grupp 3-löpet Musidora Stakes, innan hon sedan segrade i Epsom Oaks med en rekordmarginal på sexton längder. Hon fortsatte treåringssäsongen med att segra i Irish Oaks och Yorkshire Oaks över äldre hästar. Hon startade även i 2021 års Prix de l'Arc de Triomphe i Frankrike som spelfavorit, men slutade sexa, bakom Torquator Tasso. Hon startade även i British Champions Fillies and Mares Stakes på Ascot Racecourse den 16 oktober 2021, men slutade trea efter Eshaada och Albaflora, efter att ha fått en dålig start.
Hon fick utmärkelsen Cartier Champion Three-year-old Filly för sina prestationer under 2021.
Snowfall avlivades den 11 januari 2022 på grund av en allvarlig bäckenskada hon hade ådragit sig några veckor tidigare.